# Bolinas
Bolinas – jednostka osadnicza (ang.: census-designated place) w hrabstwie Marin w stanie Kalifornia, część Obszaru Zatoki San Francisco (ang: San Francisco Bay Area).  Według amerykańskich statystyk z 2000 zamieszkana była przez 1.246 osób: znajdowało się tam wówczas 486 gospodarstw domowych (households) i 260 rodzin (families). Ma obszar 3,6 km², wszystko grunty.
Ulokowana na wybrzeżu Pacyfiku i osiągalna tylko przez nieoznaczone drogi, słynie swoimi uparcie odosobnionymi mieszkańcami: tradycyjnie, wszelkie drogowskazy pokazujące drogę do Bolinas są przez nich usuwane.
Bolinas i jej reputacja odosobnienia są przedstawione w powieści Ernesta Callenbacha z 1981 pt. Ecotopia Emerging (Ekotopia wschodząca).